# Маккиннон, Билли
Уильям Мьюир (Билли) Маккиннон (англ. William Muir "Billy" MacKinnon; 18 января 1852, Глазго, Шотландия — 24 мая 1942, Камбуслэнг, Шотландия) — шотландский футболист, нападающий, выступавший за «Куинз Парк» и национальную сборную Шотландии. Участник первого официального международного футбольного матча. Один из лучших центральных нападающих своего времени.

## Биография
Билли пришёл в «Куинз Парк» в 1870 году и провёл в его составе десять сезонов, выиграв четыре Кубка Шотландии. Он открыл счёт в финале первого розыгрыша турнира против клуба «Клайдсдейл». Также Билли забивал в финале 1875 года в ворота «Рентона». Последним известным матчем, в котором он принимал участие, был полуфинальный кубковый поединок с «Дамбартоном», состоявшийся 17 января 1880 года.
Несмотря на небогатый игровой опыт, Билли был вызван в национальную сборную Шотландии на первый официальный международный футбольный матч со сборной Англии и принял в нём участие. Свой первый гол за Шотландию он забил в ворота англичан 4 марта 1876 года. В последнем матче за национальную команду (4 апреля 1879 года, снова против Англии) Билли отметился двумя забитыми мячами. Всего он забил пять голов в девяти матчах за сборную Шотландии.
Билли был одной из главных футбольных звёзд 1870-х годов. Ежегодник Шотландской футбольной ассоциации 1879 года описывал его как «наиболее выдающегося нападающего» того времени. Он первым из футболистов стал наносить удары верхом. Билли славился блестящим дриблингом, точными пасами, а также отменным голевым чутьём.
Билли работал клерком в фирме P&W MacLellan и жил скромной жизнью. Он был женат на Маргарет, в браке с ней родились два сына и три дочери. В 1890-х годах он вместе с семьёй переехал в Камбусленг и прожил там до глубокой старости. Бывший футболист умер 24 мая 1942 года. Он похоронен на Уэстбернском кладбище.

## Статистика выступлений за сборную Шотландии
| Матчи и голы Маккиннона за сборную Шотландии | Матчи и голы Маккиннона за сборную Шотландии | Матчи и голы Маккиннона за сборную Шотландии | Матчи и голы Маккиннона за сборную Шотландии | Матчи и голы Маккиннона за сборную Шотландии | Матчи и голы Маккиннона за сборную Шотландии |
| №                                            | Дата                                         | Оппонент                                     | Счёт                                         | Голы Маккиннона                              | Соревнование                                 |
| -------------------------------------------- | -------------------------------------------- | -------------------------------------------- | -------------------------------------------- | -------------------------------------------- | -------------------------------------------- |
| 1                                            | 30 ноября 1872                               | Англия                                       | 0:0                                          | -                                            | Товарищеский матч                            |
| 2                                            | 8 марта 1873                                 | Англия                                       | 2:4                                          | -                                            | Товарищеский матч                            |
| 3                                            | 7 марта 1874                                 | Англия                                       | 2:1                                          | -                                            | Товарищеский матч                            |
| 4                                            | 6 марта 1875                                 | Англия                                       | 2:2                                          | -                                            | Товарищеский матч                            |
| 5                                            | 4 марта 1876                                 | Англия                                       | 3:0                                          | 1                                            | Товарищеский матч                            |
| 6                                            | 25 марта 1876                                | Уэльс                                        | 4:0                                          | 1                                            | Товарищеский матч                            |
| 7                                            | 3 марта 1877                                 | Англия                                       | 3:1                                          | -                                            | Товарищеский матч                            |
| 8                                            | 2 марта 1878                                 | Англия                                       | 7:2                                          | 1                                            | Товарищеский матч                            |
| 9                                            | 4 апреля 1879                                | Англия                                       | 4:5                                          | 2                                            | Товарищеский матч                            |

Итого: 9 матчей / 5 голов; 5 побед, 2 ничьи, 2 поражения.

## Достижения

### Командные
«Куинз Парк»
- Обладатель Кубка Шотландии (4): 1874, 1875, 1876, 1880